# 新浪漫主义 (歌曲)
《新浪漫主义》（英語："New Romantics"），是美国創作歌手泰勒·斯威夫特的一首歌曲，收录于她的第5张录音室专辑《1989》的豪华版中。歌曲在2015年3月3日作为专辑的第5支宣传单曲发行，由于歌曲取得了一定销量，歌曲进入了告示牌百强单曲榜第71名。 次年，《新浪漫主义》在2016年2月23日正式被送往美國主流電台，成為專輯的第7支正式單曲。
《新浪漫》在發行後獲得了樂評的好評。《滾石》編輯罗布·谢菲尔德將歌曲列為2014年第二讚的歌曲。 歌曲的音樂錄影帶於2016年4月6日在Apple Music平台獨家首播，並在2016年4月13日上載至了斯威夫特的Vevo和YouTube頻道。 錄影帶展示了1989世界巡迴演唱會的剪輯片段。

## 榜單
| 榜單 （2015年-2016年）               | 最高 排位 |
| ------------------------------------ | --------- |
| 澳大利亚（澳大利亚唱片业协会單曲榜） | 35        |
| 比利时佛兰德（Ultratop五十强单曲榜） | 33        |
| 加拿大（Canadian Hot 100）           | 58        |
| 加拿大（《告示牌》CHR/Top 40）       | 24        |
| 加拿大（《告示牌》熱門AC榜）         | 31        |
| 法国（法國唱片出版業公會單曲榜）     | 190       |
| 日本（Japan Hot 100）                | 90        |
| 斯洛伐克（電台百強單曲榜）           | 59        |
| 蘇格蘭（官方榜单公司單曲榜）         | 40        |
| 英國（官方榜单公司單曲榜）           | 132       |
| 美国（《告示牌》百大單曲榜）         | 46        |
| 美國（《告示牌》成人當代單曲榜）     | 18        |
| 美國（《告示牌》Adult Pop Airplay）  | 9         |
| 美國（《告示牌》Pop Airplay）        | 18        |

## 銷售認證
| 地區                                  | 认证 | 认证单位/销量 |
| ------------------------------------- | ---- | ------------- |
| 澳大利亚（澳大利亚唱片业协会）        | 白金 | 70,000‡       |
| 美国（美國唱片業協會）                | 白金 | 1,000,000‡    |
| *僅含認證的實際銷量 ^僅含認證的出貨量 |      |               |

## 發行歷史
| 國家 | 日期          | 形式                | 廠牌        | 來源  |
| ---- | ------------- | ------------------- | ----------- | ----- |
| 美國 | 2015年3月3日  | 數位下載 – 宣傳單曲 | 大機器      | [ 4 ] |
| 美國 | 2016年2月23日 | 主流電台            | 大機器 聯眾 | [ 6 ] |